# Charles Blanc

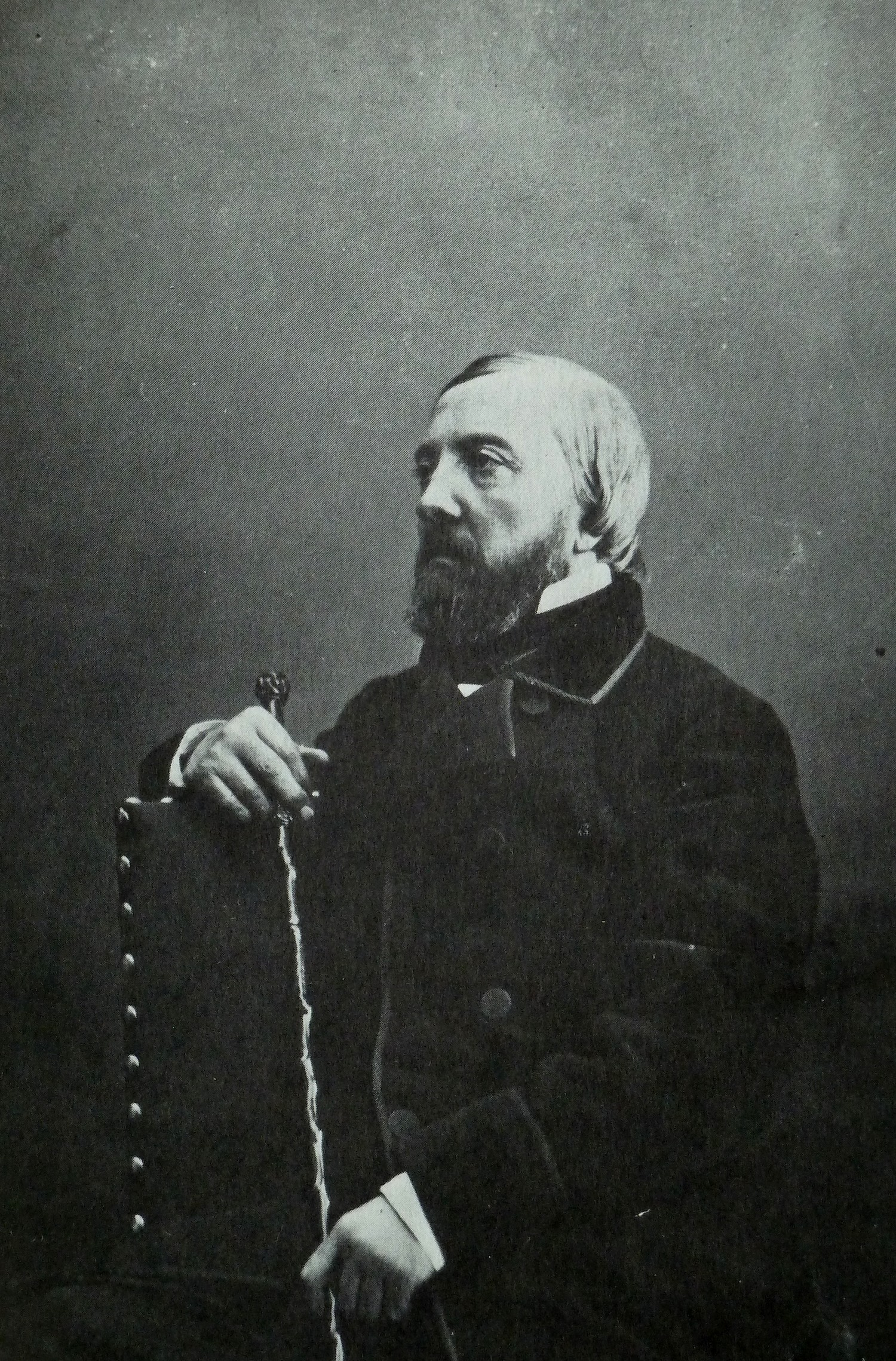
Nadar, foto van Charles Blanc, ca. 1865.

De Paris a Venise, 1857

Charles Blanc (Castres, 17 november 1813 – Parijs, 17 januari 1882) was een Franse kunsttheoreticus, kunsthistoricus, kunstcriticus en graveur. Hij werd lid van de Académie des beaux-arts (1867) en van de Académie française (1876).

## Biografie
Charles Blanc, de jongere broer van de bekende politicus Louis Blanc, was de zoon van een hooggeplaatst keizerlijk ambtenaar van Financiën, Jean Louis Blanc en Marie Estelle Pozzo di Borgo. De moeder van de beide jongens sterft in 1830 als Charles 17 is en de vader wordt gek van verdriet. De beide broers vestigen zich dat jaar in Parijs. Charles krijgt een opleiding in de graveerkunst in het atelier van Luigi Calamatta en schrijft overzichten over de Parijse salons en artikels met artistieke bemerkingen eerst in de krant Bon Sens" waarvan zijn broer Louis hoofdredacteur was. Later publiceerde hij in de Revue du progrès, de Courrier français en L'Artiste.
In 1841 wordt hij hoofdredacteur van de Propagateur de l'Aube, en daarna van de Journal de l'Eure.
Als zijn broer Louis bij de Februarirevolutie in 1848 lid wordt van de voorlopige regering, wordt Charles benoemd tot directeur van de administratie van de Beaux-Arts (schone kunsten). Hij spant zich in om de kredieten voor staatsbestellingen van kunstwerken op peil te houden en zorgt ervoor dat de subsidies voor musea behouden blijven. Zijn mandaat loopt af in 1851 als Napoleon III het parlement buitenspel zet na de staatsgreep van 2 december 1851.
In 1859 staat hij mede aan de wieg van de Gazette des beaux-arts, waarvan hij hoofdredacteur wordt. Dit tijdschrift blijft voortbestaan tot in 2002.
Tussen 1865 en 1867 was hij professor aan de École spéciale d'architecture, waar hij vergelijkende geschiedenis van de architectuur doceerde en in november 1867 wordt hij lid van de Académie des beaux-arts.
Hij oefent voor een tweede keer de functie van directeur van de administratie van de Beaux-Arts uit tussen 1870 en 1873 na de val van het Tweede Franse Keizerrijk en in juni 1876 wordt hij opgenomen als lid van de Académie française.
In 1878 wordt hij aangesteld als professor aan het Collège de France, waar hij titularis wordt van de leerstoelen van esthetica en kunstgeschiedenis.
Na zijn dood op 17 januari 1882 wordt hij bijgezet op het cimetière du Père-Lachaise.

## Werken (selectie)
- L'Œuvre de Rembrandt, reproduit en planches photographiques. (Het werk van Rembrandt, gereproduceerd in foto's) Parijs: Gide et J. Bandry (1853)
- De Paris à Venise, notes au crayon (Van Parijs naar Venetië, nota's met een pollood) (1857)
- Le Trésor de la curiosité, tiré des catalogues de vente de tableaux, dessins, estampes, livres, marbres, bronzes, ivoires, terres cuites, vitraux, médailles, armes, porcelaines, meubles, émaux, laques et autres objets d'art, avec diverses notes et notices historiques et biographiques (De schatten van de nieuwsgierigheid) (1857-1858). Heruitgegeven: 1999.
- L'Œuvre complet de Rembrandt, catalogue raisonné de toutes les eaux-fortes du maître et de ses peintures ('Het volledige werk van Rembrandt, catalogue raisonné van alle etsen van de meester en zijn schilderijen.) (1859-61), (tome 1), (tome 2), foto's van de broers Bisson, (online bekijken), (Atlas).
- Histoire des peintres de toutes les écoles (geschiedenis van de schilders van alle scholen)(14 vol.) (1861-76)
- Grammaire des arts du dessin. Architecture, sculpture, peinture, jardins, gravure, eau-forte, camaïeu, lithographie (1867) (online bekijken) ("Spraakkunst" van de beeldende kunsten). Ongetwijfeld zijn beste werk.[3] Vincent van Gogh werd sterk beïnvloed door dit werk over het gebruik van de complementaire kleuren, tijdens zijn periode in Arles.
- Le Cabinet de M. Thiers (1871) (online bekijken)
- L'Art dans la parure et dans le vêtement (De kunst in de opsmuk en de kleding)(1875) (online bekijken)
- Les Artistes de mon temps (De kunstenaars van mijn tijd) (1876)
- Voyage de la Haute-Égypte, observations sur les arts égyptien et arabe (Reis door Hoog-Egypte, opmerkingen over de Egyptische en de Arabische kunsten) (1876) (online bekijken)
- Grammaire des arts décoratifs. Décoration intérieure de la maison (1881)
- La Sculpture (1888)
- Histoire de la renaissance artistique en Italie (Geschiedenis van de artistieke renaissance in Italië) (1889) (tome 1), (tome 2)

- Bibsys: 15005740
- Biblioteca Nacional de España: XX1670407
- Bibliothèque nationale de France: cb121826848 (data)
- Catàleg d'autoritats de noms i títols de Catalunya: 981058617362206706
- CiNii: DA10442978
- Gemeinsame Normdatei: 117605832
- International Standard Name Identifier: 0000 0001 2280 0832
- Library of Congress Control Number: n83022747
- Nationale Bibliotheek van Letland: 000286948
- Nationale Bibliotheek van Tsjechië: xx0074904
- Nationale bibliotheek van Australië: 35964164
- Nationale Bibliotheek van Israël: 987007258601005171
- Nederlandse Thesaurus van Auteursnamen: 070624895
- Réseau des bibliothèques de Suisse occidentale: 02-A005305873
- RKD-Nederlands Instituut voor Kunstgeschiedenis: 111451
- SNAC: w6qn6dkr
- Système universitaire de documentation: 027946649
- Trove: 1165425
- Union List of Artist Names: 500314492
- Virtual International Authority File: 54191682
- WorldCat: E39PBJm97cB4Ywwth9F8WXFtKd